# Forum dell'Irlanda del Nord
Il Forum per il dialogo politico dell'Irlanda del Nord (in gaelico irlandese: Fóram Thuaisceart Éireann ed in inglese: Northern Ireland Forum for Political Dialogue) è stato un organismo istituito ai sensi del Northern Ireland Act 1996 come parte di un processo di negoziati che alla fine ha portato all'Accordo del Venerdì Santo nel 1998 con l'obbiettivo di considerare ed esaminare questioni rilevanti per promuovere il dialogo e la comprensione all'interno dell'Irlanda del Nord.
I seggi sono stati distribuiti secondo il metodo D'Hondt e inoltre i 10 partiti più votati hanno ricevuto due seggi aggiuntivi. Questo organismo è il predecessore della futura Assemblea dell'Irlanda del Nord, la cui composizione sarebbe stata nuovamente votata nel 1998.